# Shanghai (zespół muzyczny)
Shanghai – szwedzka synthpopowa grupa muzyczna.

## Historia
Zespół został założony w 1984 roku w Södertälje przez Ulfa Söderberga, Rexa Gissléna, Johna Sandha, Nicklasa Bergqvista i Ralpha Björklunda. W tym składzie zespół nagrał materiał do pierwszego albumu, Shanghai, wydanego w 1985 roku przez Alpha Records. Cechą charakterystyczną były piosenki zarówno w języku angielskim, jak i szwedzkim. Debiutancki album grupy zajął 40 miejsce na Topplistan, a promowały go trzy single: Africa, Ballerina oraz Bang Bang. W roku 1986 nastąpiły zmiany w składzie: Gissléna zastąpił Anders Eliasson, natomiast Björklunda – Mikael Ellgren. W tym samym roku Alpha Records wydała drugi album grupy, zatytułowany I full frihet. Wydane zostały również single: Rosalina, Radio Girl oraz Skattjakt. W 1987 roku wydano jeszcze singel Flight 69, po czym zespół rozpadł się.
W 2017 roku ukazał się tribute album Ballerina, na którym różni wykonawcy śpiewali piosenki Shanghai.

## Dyskografia
- Shanghai (1985)
- I full frihet (1986)

## Członkowie zespołu
- Ulf Söderberg (1984–1987) – wokal
- John Sandh (1984–1987) – gitara
- Nicklas Bergqvist (1984–1987) – gitara basowa
- Anders Eliasson (1986–1987) – instrumenty klawiszowe
- Mikael Ellgren (1986–1987) – perkusja
- Rex Gisslén (1984–1985) – instrumenty klawiszowe
- Ralph Björklund (1984–1985) – perkusja